# Roland Leuschel
Roland Leuschel (* 1937 in Neustadt an der Weinstraße, Pfalz) ist ein deutscher Bankier und Autor.

## Leben
Der gebürtige Pfälzer Roland Leuschel studierte das Fach Wirtschaftsingenieurwesen an der Universität Karlsruhe und anschließend Volkswirtschaftslehre an der Freien Universität Berlin. Er war Stratege und Direktor der Banque Bruxelles Lambert und erkannte rechtzeitig im Jahr 1982 die Aktienhausse in den USA und in Europa. Im Sommer 1987 sah er den Oktober-Crash exakt voraus und gilt seither als „Crash-Prophet“. In Japan begann 1990 der von ihm vorausgesagte Salami-Crash, der die damals größte Börsenkapitalisierung der Welt um rund 40 Prozent fallen ließ. In Europa und Amerika fand der Crash jedoch nicht statt, auch wenn Leuschel behauptet, dass dieser bereits seit 1997/1998 läuft. Leuschel genießt dennoch großes Ansehen unter den Börsen-Bären und wird gerne von Medien zu seiner Meinung befragt, wenn die Kurse fallen.

## Schriften
- mit Claus Vogt: Die Inflationsfalle . Retten Sie Ihr Vermögen! Wiley-VCH Verlag, Weinheim 2009, ISBN 978-3-527-50418-3.
- mit Claus Vogt: Das Greenspan Dossier. 3. Auflage. FinanzBuch Verlag, München 2006, ISBN 3-89879-184-X.
- Die amerikanische Idee. Wachstum unsere Zukunft. Wirtschaftsverlag Langen-Müller/Herbig, München 1985, ISBN 3-7844-7164-1.
- Sonntags nie, am liebsten im Oktober. Börsenbuch-Verlag Hofmann und Förtsch, Kulmbach/Ofr. 1990, ISBN 3-922669-01-8.
- mit Claus Vogt: Die Wohlstandsvernichter. Wie Sie trotz Nullzins, Geldentwertung und Staatspleiten Ihr Vermögen erhalten. FinanzBuch Verlag, München 2019, ISBN 978-3-89879-896-9.